# Journal of Public Economics
Le Journal of Public Economics est une revue académique mensuelle en économie. Fondée en 1972, elle est publiée par Elsevier.

## Histoire
D'après le Journal Citation Reports, qui indexe chaque année le facteur d'impact des publications les plus importantes dans le monde, le Journal of Public Economics aurait un facteur d'impact de 1,538.